# Fundació del Món Hel·lènic
La Fundació del Món Hel·lènic (grec: Ίδρυμα Μείζονος Ελληνισμού, Ídrima Mízonos El·linismú) és una organització benèfica sense ànim de lucre amb seu a Atenes que es dedica a preservar i presentar la història de la nació grega dins i fora de Grècia mitjançant la tecnologia.
Fou inspirada per l'home de negocis Làzaros Efrémoglu (1932-2013), que també la finançà. Fou establerta el 1993 per una llei del Parlament Hel·lènic.
El seu objectiu és mantenir viva la flama de la memòria històrica i la tradició grega, així com promoure la dimensió universal de l'hel·lenisme. Ho fa a través de mètodes moderns com ara gràfics tridimensionals, aplicacions de realitat virtual i exposicions interactives.
Entre les seves accions hi ha el Centre Cultural i Museu «Món Hel·lènic» (amb sales d'exposició, el teatre de realitat virtual «Tholos», dues sales de teatre amb una cabuda total de 1.400 espectadors i altres espais pedagògics), representacions en realitat virtual de ciutats i monuments de l'antiga Grècia i l'Encyclopedia of the Hellenic World (‘Enciclopèdia del Món Hel·lènic’).